# Căpitănia Portului Giurgiu
Căpitănia Portului Giurgiu este un monument istoric aflat pe teritoriul municipiului Giurgiu.

## Galerie

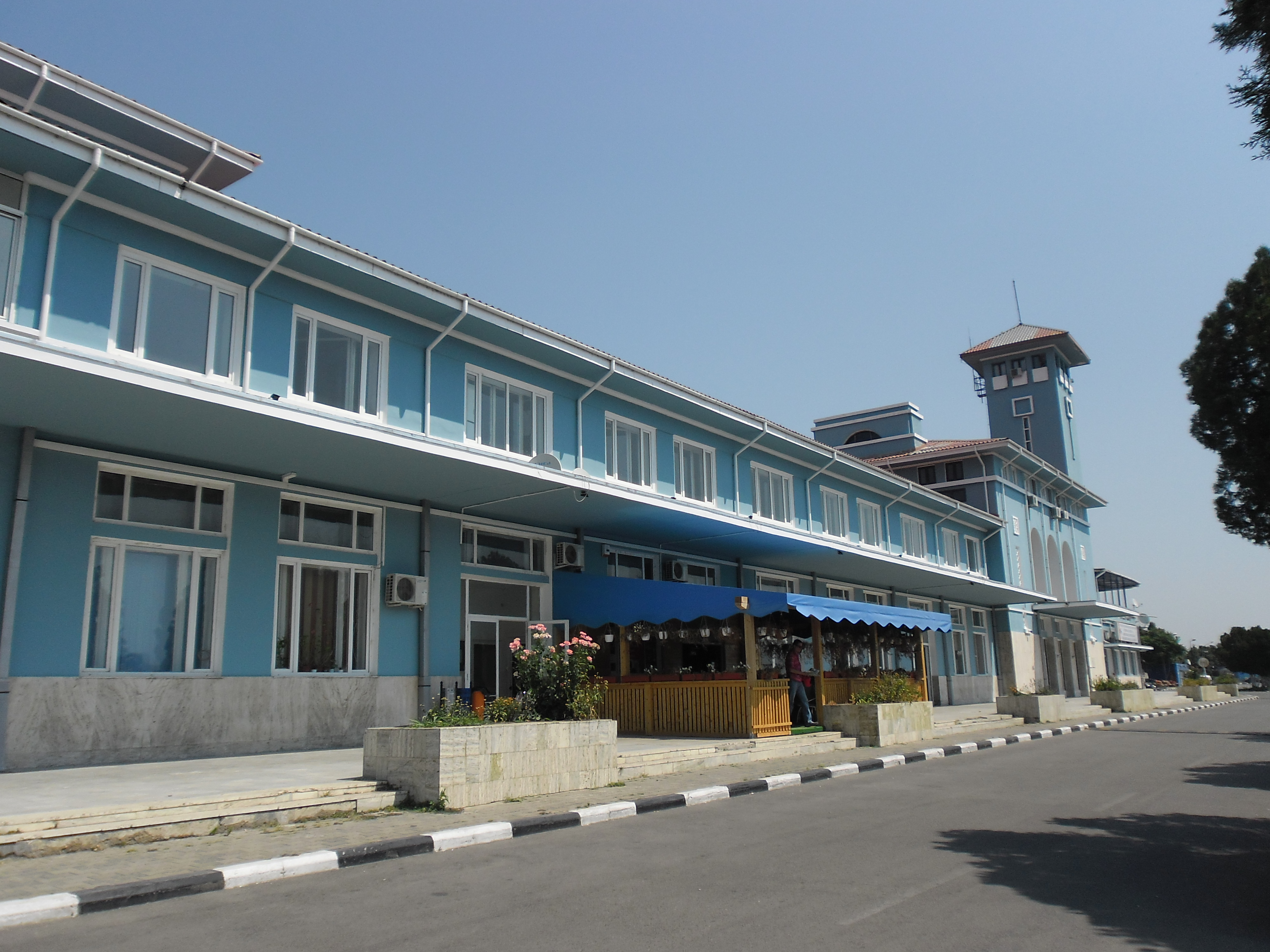
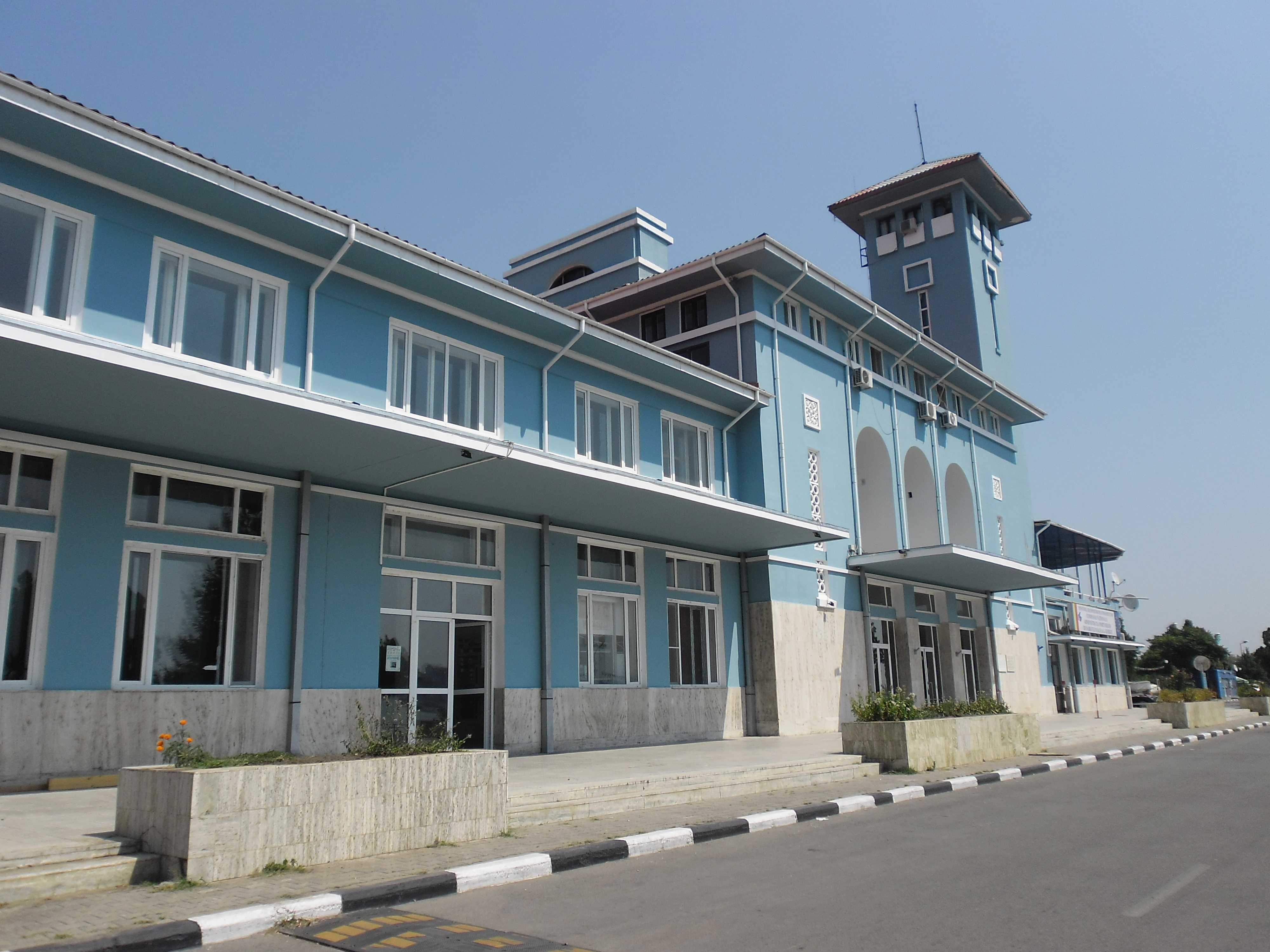
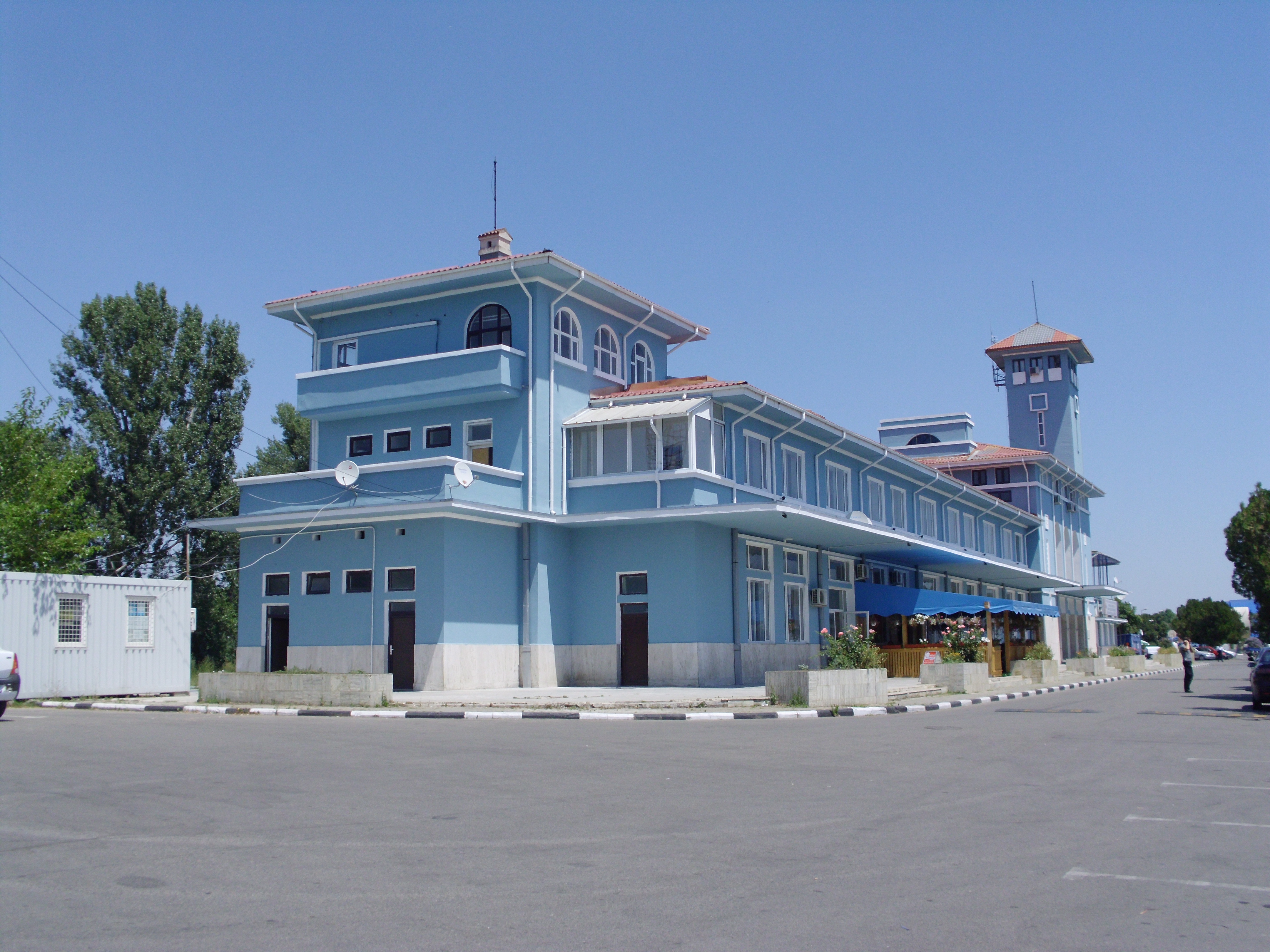
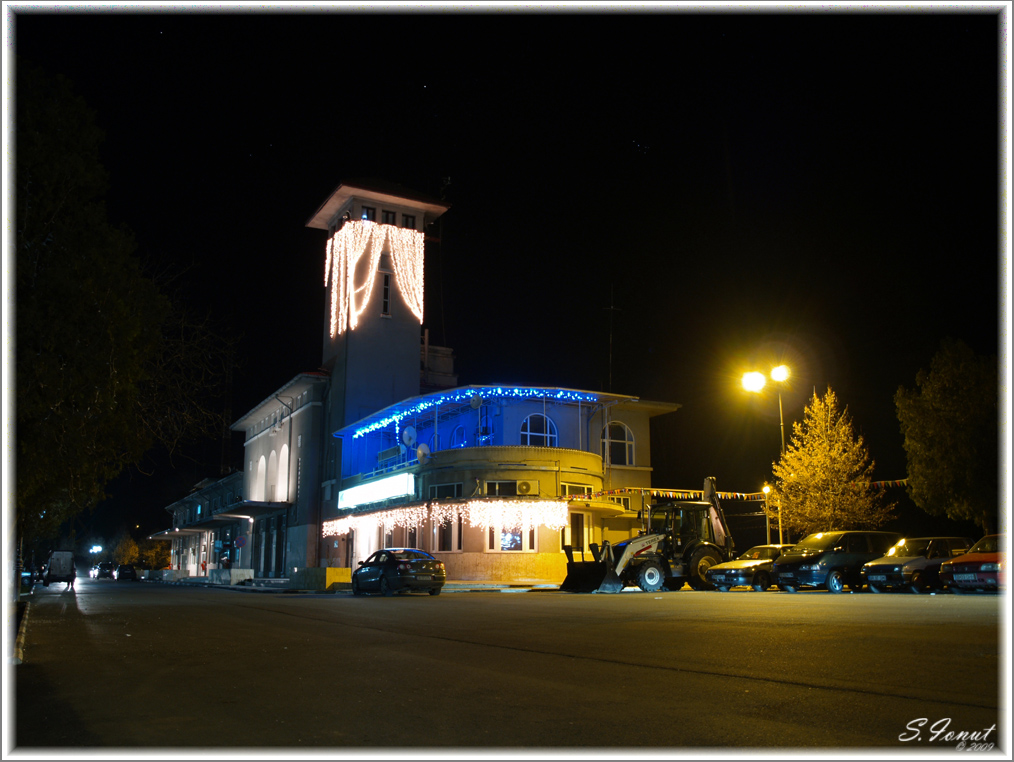